# ان یا ام؟
ام یا ان(به انگلیسی: ?N or M)، داستانی جنایی دربارهٔ ستون پنجم به قلم آگاتا کریستی می‌باشد که شخصیت‌های دنبال‌کننده ماجرا، زوج میانسال، تامی و تاپنس هستند.

## خلاصه داستان
شخصی با نفوذ در دولت انگلستان که از دوستان تامی و تاپنس است، به واستهٔ از یکی از سرگردهای اسکاتلندیارد، ایشان را دعوت به همکاری برای یافتن عاملان ستون پنجم در انگلستان می‌کنند.
تنها اطلاعات موجود این پرونده که از افسری مرحوم (دنباله گیر ماجرا) به جا مانده عبارت (ام یا ان، سانگ سوزی) می‌باشد.
تامی و تاپنس در مهمان‌خانه‌ای به نام سان‌سوسی مستقر می‌شوند و در همان منطقه، ام و ان و عاملان قتلی را که در این حین حادث شده و دلیلش را می‌یابند.